# As-Sulajbijja
As-Sulajbijja (arab. الصليبية), miasto w Kuwejcie; liczy 84 900 mieszkańców (2006). Ośrodek przemysłu spożywczego.